# Panóptico

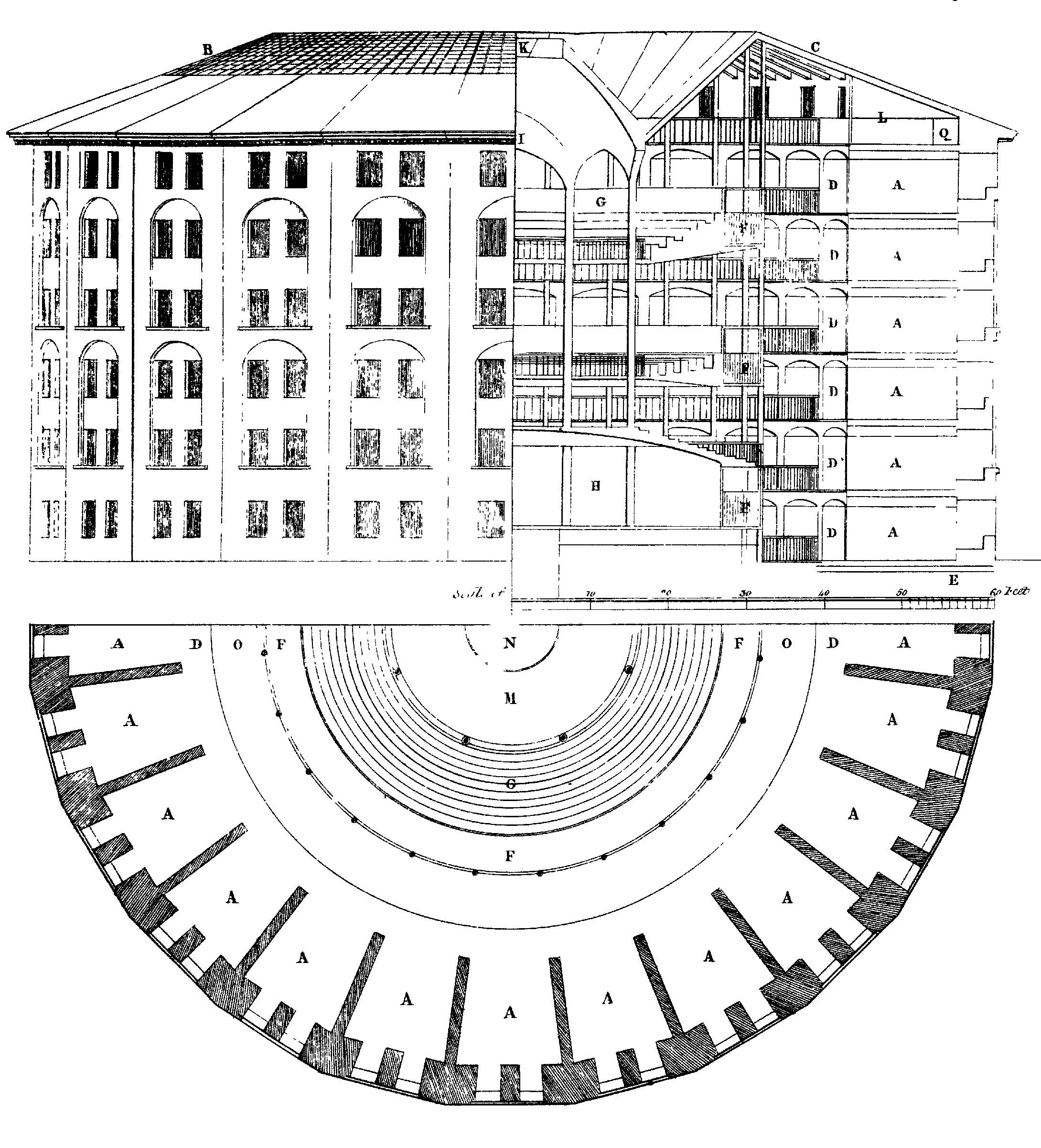
Diseño del panopticón de Bentham

El panóptico  es un tipo de arquitectura carcelaria ideada por el filósofo utilitarista Jeremy Bentham hacia fines del siglo XVIII. El objetivo de la estructura panóptica es permitir a su guardián, guarecido en una torre central, observar a todos los prisioneros, recluidos en celdas individuales alrededor de la torre, sin que estos puedan saber si son observados.
El efecto más importante del panóptico es inducir en el detenido un estado consciente y permanente de visibilidad que garantizaría el funcionamiento automático del poder, sin que ese poder se esté ejerciendo de manera efectiva en cada momento, puesto que el prisionero no puede saber cuándo se le vigila y cuándo no.

## Origen del concepto
Este dispositivo debía crear así un «sentimiento de omnisciencia invisible» sobre los detenidos. El filósofo e historiador Michel Foucault, en su obra Vigilar y castigar (1975), estudió el modelo abstracto de una sociedad disciplinaria, inaugurando una larga serie de estudios sobre el dispositivo panóptico. «La moral reformada, la salud preservada, la industria vigorizada, la instrucción difundida, los cargos públicos disminuidos, la economía fortificada, todo gracias a una simple idea arquitectónica». — Jeremy Bentham, Le Panoptique, 1780. (La obra, de 56 páginas, fue traducida del inglés e impresa por orden de la Asamblea Legislativa del año 1791.)
La reflexión de Bentham tiene lugar en un momento de renovación de los cuadros de pensamiento referidos al derecho penal y al sentido del encierro, junto a las obras de Jonas Hanway, Solitude in Imprisonment (1776), que defiende un aislamiento carcelario de los individuos; de John Howard, The State of the Prisons in England and Wales (1777), que propone la reforma de las prisiones con el fin de tener medios para transformar a los presos; y de Cesare Beccaria, con su tratado Des délits et des peines (1764). Este movimiento reformador fue redactado por William Eden, William Blackstone y John Howard. Su nombre fue Acta Penitenciaria y data de 1779. Sin embargo, las prisiones estipuladas por la ley nunca fueron construidas.
La idea de Bentham, basada en una asimetría de la relación visual entre los humanos al otorgarle más poder al que ve que a quienes son vistos, fue inspirada por los planos de fábricas enfocados en una vigilancia y una coordinación eficaz de los obreros. Estos planes fueron imaginados por su hermano Samuel, con el objetivo de simplificar el empleo de un gran número de trabajadores. Bentham completa este proyecto mezclando la idea de jerarquía contractual: verbigracia, una administración regida así (por contrato, lo opuesto a una gestión de confianza) donde el director tendría un interés financiero en lograr disminuir las tasas de accidentes de trabajo. El panóptico fue creado así por ser menos costoso que los otros modelos carcelarios de la época al requerir de menos empleados. «Déjenme construir una prisión con este modelo [solicita Bentham al Comité para la Reforma Penal]. Yo seré el guardián. Vosotros veréis […] que los guardias no necesitarán de salario, y no costarán nada al Estado». Los vigilantes no podrían ser observados, no tenían la necesidad de ser vistos en su puesto a todo momento y esto permitía que finalmente abandonaran la vigilancia durante su servicio. El mismo Bentham deseó una puesta en abismo de la vigilancia, los mismos guardias debían ser vigilados por otros guardias que proviniesen del exterior, con el fin de limitar el maltrato de los detenidos y el abuso de poder –con todo, esta idea se contrapone con el plan económico de disminuir la cantidad de guardias-. Según Bentham, la torre central debía ser transformada en capilla durante los domingos, a fin de moralizar a los criminales.
Bentham consagra una larga parte de su tiempo y casi toda su fortuna personal en la promoción de la construcción de las prisiones panópticas. Luego de largos años de rechazo, de dificultades políticas y financieras, logra obtener el acuerdo del Parlamento Británico. El proyecto sin embargo es abortado durante 1811, ya que el rey se opuso a la adquisición del terreno.
El modelo más cercano al panóptico durante los tiempos de Bentham fue la penitenciaría de Pittsburg en Estados Unidos, abierta en 1826 según el plan arquitectónico de William Strickland, pero el proyecto fue abandonado siete años más tarde. Según Muriel Schmid: 

«En esta realización concreta, el modelo del panóptico no fue convincente: los elevados costos y una mala sustentabilidad fueron las principales razones de su abandono. El caso de Pittsburg marcó el fin del Panóptico en tanto que construcción arquitectónica. En consecuencia, el debate dado hoy día presenta la desventaja de ser puramente filosófico antes que práctico. El Panóptico se inscribe indiscutiblemente en el contexto de las reflexiones de la época respecto a las formas de castigo y encierro en los procesos de rehabilitación de los criminales.»

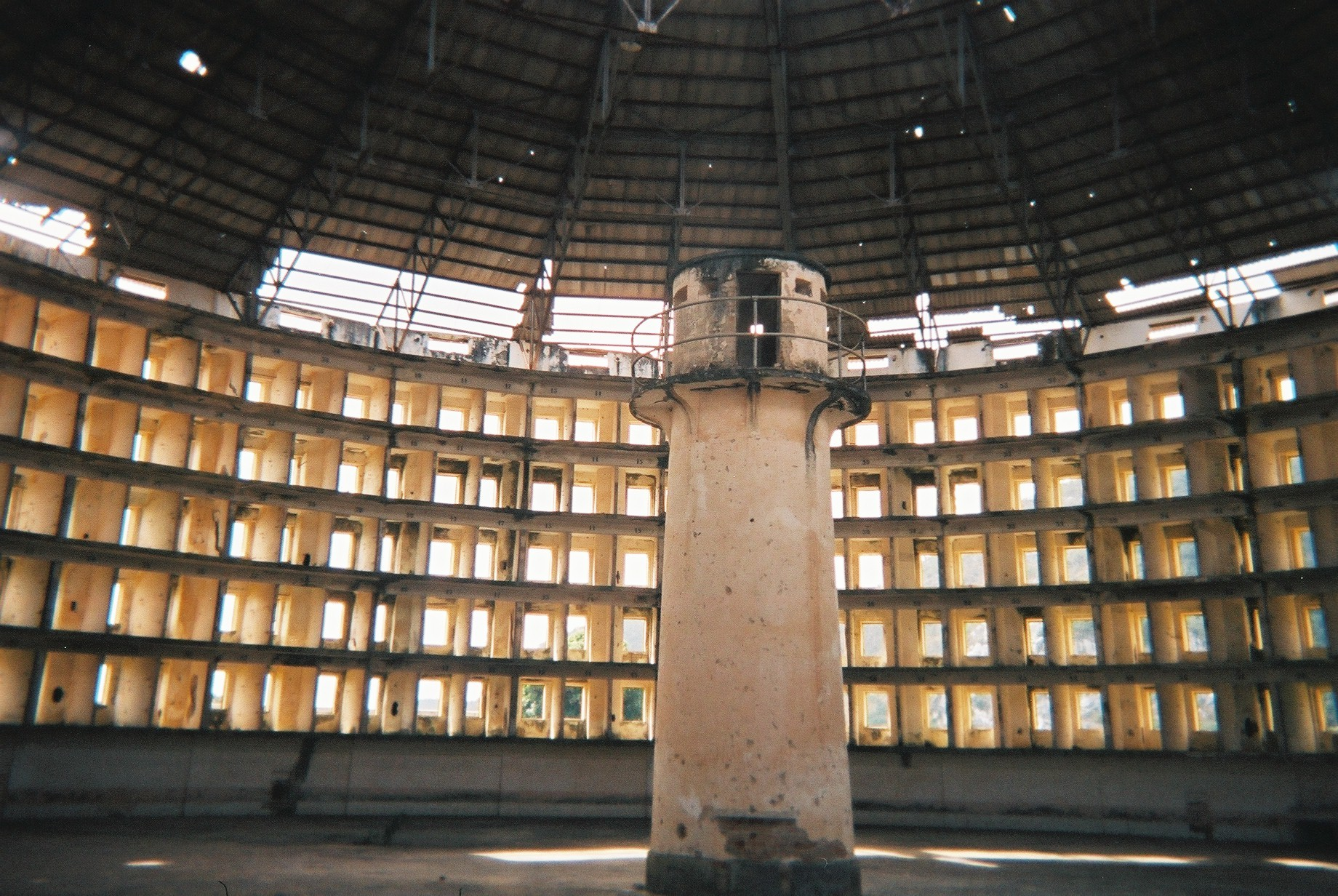
Interior del Presidio Modelo, Cuba

Si el panóptico no vivió más allá de lo que vivió Bentham, muchas prisiones han adoptado, en mayor o menor grado, este modelo. La prisión de Kilmainham en Irlanda, la Twin Towers Correctional Facility de Los Ángeles y también la prisión de la Petite Roquette en París. La prisión de Millbank, en Londres, diseñada por William Williams y construida por el arquitecto Thomas Hardwick, concreta parcialmente el proyecto benthamiano.
Según Neil Davie, «el caso del Panóptico, al menos al comienzo, parte de un largo movimiento anterior a la reforma penal que propone. Este naufraga una y otra vez en su tentativa de convencer a los medios gubernamentales sobre cómo la construcción de prisiones para los reclusos era preferible al transporte de estos últimos a las colonias penales de ultra mar, o a su encarcelación en los antiguos navíos de guerra convertidos en penitenciarías flotantes, amarrados en la orilla del Támesis o cercanos a las construcciones navales».
Michel Foucault se interesa en 1975 por el panóptico, inaugurando una serie de nuevos estudios sobre el tema. Foucault ve en él una técnica moderna de observación que trasciende y llega hasta la escuela, la fábrica, el hospital y el cuartel, o acaso un diagrama de la “sociedad disciplinaria”. Define el diagrama en tanto que «funcionamiento abstracto de todo obstáculo o frotación… y que debemos desligar de todo uso específico», siendo esto lo que le permite hablar de panoptismo.
Según Gilles Deleuze:

«Cuando Foucault define el Panoptismo, lo hace ora determinándolo concretamente como una distribución óptica o luminosa que caracteriza a la prisión, ora definiéndolo como una máquina aplicada no solamente a una materia visible en general (guarnición, escuela, hospital en tanto prisión), sino también a todas las funciones enunciables. La fórmula abstracta del Panoptismo no es “ver sin ser visto”, sino “imponer una conducta cualquiera a una multiplicidad humana cualquiera”.»
Deleuze, Gilles (1987). Foucault. p. 60. ISBN 978-84-7509-424-3.

## Ejemplos de panóptico
- En Argentina
  - Cárcel de Boulogne Sur Mer, Ciudad de Mendoza
  - Ex Cárcel de Caseros, Ciudad de Buenos Aires
  - Ex Penitenciaría Nacional, hoy Parque Las Heras, Ciudad de Buenos Aires
  - Ex Penal de Ushuaia, Ushuaia, Provincia de Tierra del Fuego
  - Edificio Tres Facultades de la Universidad Nacional de La Plata, construido durante la última dictadura cívico-militar. Hasta 2013, albergó las facultades de Humanidades y Ciencias de la Educación, Ciencias Económicas y Ciencias Jurídicas y Sociales. Desde 2014, todas las carreras fueron mudadas al complejo universitario construido en el predio del ex BIM III.

- En Bolivia
  - Cárcel de San Pedro
- En Chile
  - Antigua penitenciaría de Santiago

- En Colombia:
  - Ex Panóptico de Bogotá, actual Museo Nacional de Colombia
  - Ex Panóptico de Ibagué, actualmente en restauración
  - Ex Panóptico de Tunja, antigua sede del Claustro y convento de San Agustin y parte de las instalaciones de las oficinas de Banrep Cultural (sede de la biblioteca Alfonso Patiño Rossell del Banco de la República y del Archivo Regional e Histórico de Boyacá), la sede del Colegio de Boyacá (Sección San Agustín).

- En Cuba
  - Ex Presidio Modelo Isla de la Juventud

- En Ecuador
  - Ex Penal García Moreno

- En España

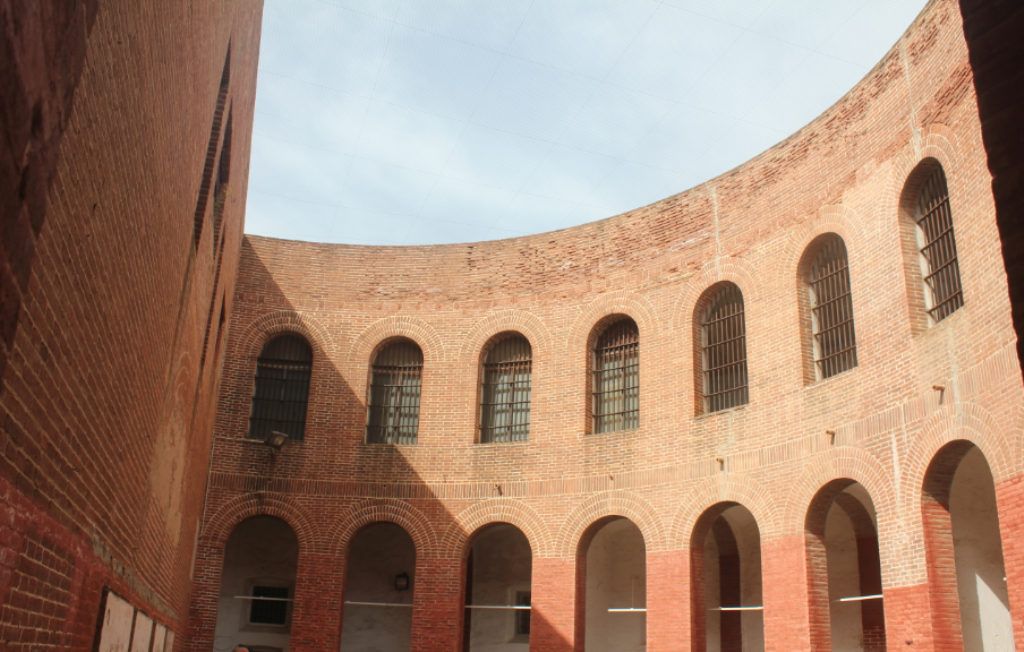
La prisión de Mataró

  - Ex Cárcel Correccional de Oviedo (1896-1905)
  - Ex Cárcel Modelo de Barcelona
  - Ex Cárcel Modelo de Madrid
  - Ex Prisión Preventiva y Correccional de Badajoz, hoy Museo Extremeño e Iberoamericano de Arte Contemporáneo
  - Ex Cárcel Modelo de Valencia, desde su inauguración en 1910 hasta 1930, cuando el panóptico central fue derruido para dejar paso a un patio
  - Cárcel de Vigo, Galicia, desde 1880 hasta 2001, año en el que se convirtió en Museo de Arte Contemporáneo de Vigo
  - Ex Antigua Cárcel de Lugo, hoy espacio cultural O Vello Cárcere
  - La prisión de Mataró

- En Portugal
  - Pabellón de seguridad del antiguo Hospital Miguel Bombarda, en Lisboa (hoy Museo de Arte Outsider e Ciencia). Edificio de 1896  del arquitecto José Maria Nepomucen para pacientes de la penitenciaria central.[3]

- En México
  - Hospital de San Miguel de Belén, Guadalajara, construido entre 1787 y 1792
  - Palacio de Lecumberri
  - Antigua Penitenciaria de SLP, ahora Centro de las Artes de SLP

- En Paraguay
  - Comando del Ejército Ex caballería

- En Perú
  - Penitenciaría de Lima

- En Venezuela
  - Antigua prisión de La Rotunda

- En Uruguay
  - Ex Cárcel Miguelete

## Panóptico moderno
Es un tipo de organización que tiene como fin ejercer la disciplina; se trata de los nuevos mecanismos de vigilancia para la canalización productora y autocoaccionadora de la conducta social programada. Por medio de las nuevas tecnologías de la información, se convierte en un estado de vigilancia permanente, controlando de maneras diversas al individuo sin que este lo sepa.
Foucault planteaba que antes el poder se encontraba en una sola persona; esta era la única encargada de ejercer las leyes y hacerlas cumplir. Estaba bajo el mando de un monarca o de un rey. «En este modelo disciplinario moderno, el ejercicio del poder no tiene rostro, porque cualquier persona puede ser un representante del poder central para vigilar a los demás». No importa quién vigile. Todos pueden ser vigilantes porque los vigilantes, a su vez, serán siempre vigilados por otros superiores, y así sucesivamente hasta llegar a quienes encabezan el mantenimiento del orden.
Los dos fundamentos que determinan las formas en que se ejerce el panóptico moderno son la imagen y la luz. La luz va a permitir que la cámara tenga una mejor visión de la imagen o punto que se desea vigilar. La mejor vigilancia en la actualidad es la que se da por medio de las cámaras y satélites que captan las imágenes de todo lo que existe en la superficie del planeta. Las cámaras se han instaurado como un elemento más de nuestra vida cotidiana. Siempre debe haber una imagen visible de la persona vigilada. Las nuevas tecnologías de la información y de la comunicación, junto con la activa presencia de las cámaras de vigilancia —donde todos ven y son vistos a la vez—, se convierten en complejos y poderosos aparatos de vigilancia panóptica; en vías de flujo del comportamiento de las personas.
Gracias al panoptismo, las fronteras en el ciberespacio se diluyen formando un nuevo modelo de estado. Un estado mundial con su propia policía y con su propio tiempo, ya que se convierte en algo relativo y virtual, deja de ser real. Se pierde la noción de qué es real y qué no. Donde La red posibilita la interconexión entre millones de personas, sea cual sea su origen, sexo, etnia o nación. Este modelo de vigilancia toma fuerza en el mundo desde los acontecimientos del 11 de septiembre de 2001.
Los Estados más poderosos crean complejas y determinadas redes de inteligencia para controlar a la sociedad. Cientos de satélites en órbita nos espían desde lo recóndito de la órbita terrestre para ofrecernos datos meteorológicos o indicarnos nuestra ubicación o la ruta a seguir en nuestro GPS. Programas como ECHELON, ENFOPOL se valen de los satélites para labores de espionaje: interceptar las comunicaciones hechas vía teléfonos móviles, radio e incluso Internet, tal y como hace el software CARNIVORE.

## Otros ejemplos de panóptico moderno
- cámaras de vídeo
- cámaras web
- programas de reconocimiento facial
- sensores de proximidad
- detectores de movimiento
- detectores de calor
- cámaras infrarrojas
- cámaras robot
- secuenciadores de vídeo
- sensores de humo
- contactos magnéticos
- cámaras de intemperie con radiofrecuencia
- cámaras de baja iluminación con cobertura de hasta 120 metros en total oscuridad
- cámaras acuáticas

Lugares donde existe este tipo de vigilancia hoy en día:
- centros comerciales y de entretenimiento
- bancos
- escuelas
- cárceles
- instituciones públicas y privadas
- calles
- plazas
- carreteras
- tráfico vehicular
- seguridad infantil
- clima
- medio ambiente
- hospitales empresas
- casas